# Swaziland i olympiska sommarspelen 2024
Swaziland deltog med en trupp på tre idrottare vid de olympiska sommarspelen 2024 i Paris som hölls mellan den 24 juli och 11 augusti 2024. Det var 12:e sommar-OS som Swaziland deltog vid. Ingen av landets deltagare erövrade någon medalj.

## Friidrott
Förkortningar
- Notera– Placeringar avser endast det specifika heatet.
- Q = Tog sig vidare till nästa omgång
- q = Tog sig vidare till nästa omgång som den snabbaste förloraren eller, i teknikgrenarna, genom placering utan att nå kvalgränsen
- i.u. = Omgången fanns inte i grenen
- Bye = Idrottaren behövde inte tävla i omgången

Gång- och löpgrenar
| Idrottare          | Gren            | Inledande omgång | Inledande omgång | Heat  | Heat      | Semifinal        | Semifinal        | Final            | Final            |
| Idrottare          | Gren            | Tid              | Placering        | Tid   | Placering | Tid              | Placering        | Tid              | Placering        |
| ------------------ | --------------- | ---------------- | ---------------- | ----- | --------- | ---------------- | ---------------- | ---------------- | ---------------- |
| Sibusiso Matsenjwa | Herrarnas 100 m | 10,39            | 2 Q              | 10,39 | 8         | Gick inte vidare | Gick inte vidare | Gick inte vidare | Gick inte vidare |

## Simning
| Idrottare  | Gren                     | Heat    | Heat      | Semifinal        | Semifinal        | Final            | Final            |
| Idrottare  | Gren                     | Tid     | Placering | Tid              | Placering        | Tid              | Placering        |
| ---------- | ------------------------ | ------- | --------- | ---------------- | ---------------- | ---------------- | ---------------- |
| Chadd Ning | Herrarnas 100 m bröstsim | 1.09,85 | 35        | Gick inte vidare | Gick inte vidare | Gick inte vidare | Gick inte vidare |
| Hayley Hoy | Damernas 100 m fjärilsim | 1.08,36 | 31        | Gick inte vidare | Gick inte vidare | Gick inte vidare | Gick inte vidare |